# Tesla, Inc.

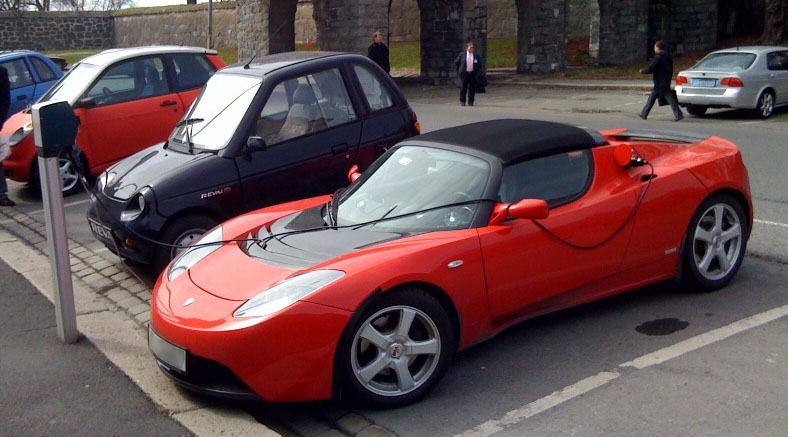
Een Tesla Roadster aan een oplaadpaal.

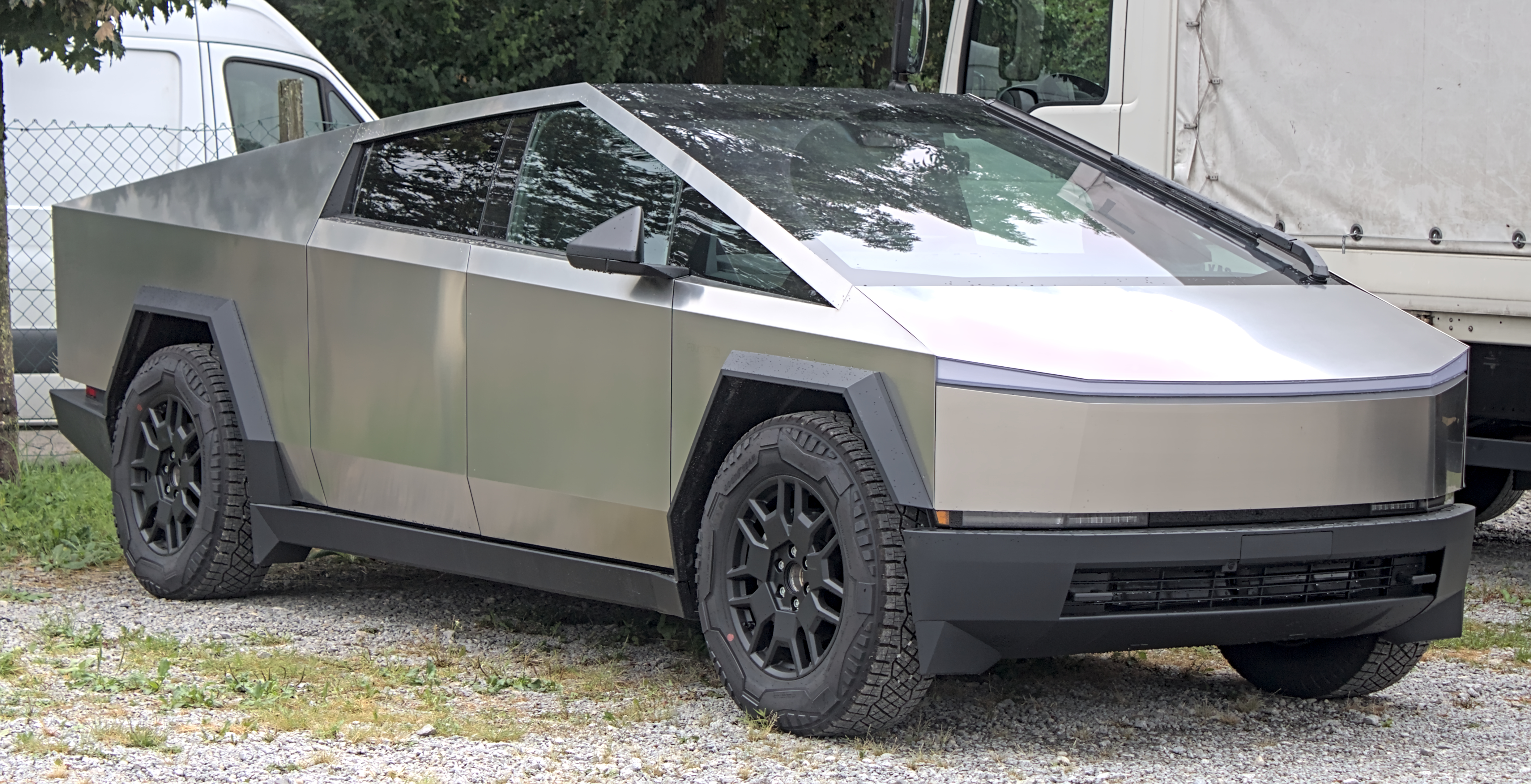
Tesla Cybertruck

Tesla, Inc. (voorheen Tesla Motors) is een Amerikaanse producent van elektrische auto's, vrachtauto's, zonnedaken en energieopslagsystemen voor huizen, industrie en elektriciteitsnetten, en werd opgericht in 2003 door twee Amerikaanse ingenieurs-ondernemers. Het exploiteert daarnaast een wereldwijd netwerk van verkooppunten om zijn voertuigen aan de man te brengen en een eigen netwerk van oplaadpunten ("Superchargers").
Tesla is vernoemd naar elektrotechnicus en natuurkundige Nikola Tesla, die vooral bekend is als de uitvinder van de wisselstroommotor. Sinds 2023 begint het bedrijf zich meer te profileren als een Artificial Intelligence- en roboticabedrijf. Er worden grote investeringen gedaan in het zoveel mogelijk zelfrijdend maken van auto's door middel van passieve visie en neurale netwerken.

## Geschiedenis
Tesla werd in 2003 opgericht door Martin Eberhard en Marc Tarpenning om een elektrische sportwagen op basis van AC Propulsions T-Zero op de markt te brengen.
Een jaar later investeerde Elon Musk, die fortuin heeft gemaakt door x.com te verkopen aan de voorganger van PayPal, een groot bedrag in het bedrijf en leidde hij de ontwikkeling van de Tesla Roadster. Musk zegt het vervangen van de traditionele auto, aangedreven door een verbrandingsmotor, door de elektrische auto, tot Tesla's missie te maken.
In het midden van 2007 was Tesla uitgegroeid tot een organisatie met 260 werknemers. Na een beoordeling van de kosten greep Musk in en in 2008 ontsloeg hij de toenmalige directeur Martin Eberhard. Michael Marks was aangesteld tot interim-directeur en werd gauw vervangen door Ze'ev Drori omdat Musk niet wilde meewerken aan een overname van het bedrijf. Tegen het einde van 2008 raakte ook de kredietcrisis het bedrijf en investeerde Musk zijn volledige privévermogen in Tesla.
In de jaren daarop haalde Tesla verscheidene malen geld op bij investeerders, partners en de Amerikaanse overheid om de verdere ontwikkeling te financieren. Sinds 29 juni 2010 is Tesla genoteerd aan de NASDAQ en de introductiekoers was US$ 17.
Op 26 maart 2009 onthulde Tesla Motors het Model S, een prototype van een elektrische sportsedan. De basisversie in 2012 had een actieradius van 300 kilometer, maar de huidige uitvoeringen hebben een bereik variërend van 420 kilometer tot ruim 613 kilometer.
In het begin van 2013 bevond Tesla zich in een crisis omdat het niet in staat was de reserveringen om te zetten in daadwerkelijke verkopen. Er werd een verkoopteam samengesteld en ondertussen werd op de achtergrond ook een fusie met Google Inc. voorbereid.
In mei 2013 verscheen Tesla voor het eerst als een beursgenoteerd bedrijf met winst op Wall Street. De koers steeg van US$ 30 naar US$ 130 per aandeel en de gesprekken met Google Inc. werden stopgezet.
Eind maart 2016 startte de verkoop van het nieuwe Tesla Model 3. Tesla presenteerde het nieuwe model op 31 maart en in een paar dagen tijd haalde Tesla 232.000 bestellingen binnen. Het eerste voertuig van dit model rolde eind 2017 uit de fabriek. De Tesla 3 gaat ongeveer US$ 35.000 kosten en kan op een volle accu zo'n 350 kilometer rijden. De kopers betaalden een borgsom van 1000 dollar (in Europa € 1000), maar als ze besluiten de auto toch niet te kopen krijgen ze deze aanbetaling terug.
Eind maart april 2017 maakte het Chinese internetbedrijf Tencent bekend een aandelenbelang van 5% te hebben in Tesla Motors. Het is hiermee de op vier na grootste aandeelhouder in het bedrijf. Het belang had, op het moment dat dit bekend werd gemaakt, een marktwaarde van US$ 1,8 miljard.
In juli 2020 sprong de marktkapitalisatie van Tesla naar meer dan US$ 210 miljard en het was hiermee het meest waardevolle autobedrijf ter wereld. Op 21 augustus 2020 voerde het bedrijf een aandelensplitsing door, voor een oud aandeel kregen de aandeelhouders vijf nieuwe aandelen. Op 21 december 2020 kwam het aandeel Tesla in de S&P 500-aandelenindex.
In oktober 2021 verhuisde het hoofdkantoor van Tesla naar Austin, Texas. Belangrijke overwegingen daarbij waren dat Californië voor veel medewerkers te duur werd om te wonen en conflicten met verschillende overheden in Californië.
Begin 2025 ontstond de protestbeweging Tesla Takedown gericht tegen Tesla Inc. en haar CEO Elon Musk. Betogers organiseerden demonstraties bij Tesla-showrooms in de Verenigde Staten en Europa en riepen het publiek op om hun Tesla's en aandelen van het bedrijf te verkopen. De beweging ontstond als reactie op Musks betrokkenheid bij de regering, tijdens de tweede termijn van Donald Trump als Amerikaans president.

## Algemeen
Tesla's hoofdkwartier was gevestigd op een bedrijventerrein van de Stanford-universiteit in Palo Alto (Californië). De fabriek ligt in Fremont, Californië. Het Europese hoofdkwartier lag in Maidenhead in het Verenigd Koninkrijk, maar is sinds 2013 in Amsterdam gevestigd. Het bedrijf had anno 2012 verkooppunten verspreid over Noord-Amerika en Europa.
Tesla wil de ambitie om een grote autobouwer te worden waarmaken door eerst dure wagens te ontwikkelen om de inkomsten en technologieën vervolgens te gebruiken voor goedkopere modellen ten einde een breed gamma uit te bouwen. Van 2008 tot 2012 bouwde men de Tesla Roadster-sportwagen. In juni 2012 begonnen de leveringen van de Model S-sedan. De Model X crossover-SUV wordt sinds september 2015 geleverd. Het kleine(re) broertje van de Model S, de Model 3, wordt sinds december 2017 geleverd. In 2019 werd deze tevens de bestverkochte auto van Nederland, met ruime afstand tot de nummer twee.
De opvolger was de Model Y. Dit model is in augustus 2021 voor het eerst geregistreerd in Nederland. De Model Y is de kleinere en goedkopere versie van de Model X. In november 2019 werd de Tesla Cybertruck geïntroduceerd als conceptvoertuig. Het is een robuuste elektrische pick-uptruck op batterijen. Aanvankelijk zou het voertuig eind 2021 op de markt komen, maar na veel vertragingen ging de productie pas in november 2023 van start en later die maand werd het eerste exemplaar aan klanten geleverd.

### Tilburg
Het Europese distributiecentrum voor het merk is sinds 2013 in Tilburg gevestigd. Ook is hier een assemblagefabriek (Tesla Tilburg Factory & Delivery Center), waar de auto's voor de Europese markt in elkaar worden gezet. Tesla heeft op 25 september 2015 zijn tweede fabriek in Tilburg geopend. Hier kunnen 450 auto’s per week worden geassembleerd, maar er is uitbreiding mogelijk naar 1000 stuks per week.

### Gigafactory's
In 2015 werd door Tesla de bouw gestart van een grote fabriek voor de productie van lithium-ion-accu's in de Amerikaanse staat Nevada. Vanaf januari 2017 rolden de eerste batterij-producten van de band. De zogenaamde Giga Nevada (voorheen Gigafactory 1) vergde een investering van zo’n US$ 5 miljard waarvan een deel door Panasonic Corporation werd betaald. Nevada heeft diverse financiële voordelen geboden en versloeg daarmee andere staten die de fabriek ook wilden huisvesten.
In juli 2016 werd de fabriek officieel geopend. De bouw was gefaseerd en volgde het tempo waarmee de voertuigen voor de batterijen werden verkocht. Medio 2016 was 14% van de fabriek gereed en dat moest in een jaar zijn toegenomen tot 30%. Tesla verwachtte in 2018 een productie van batterijen met een totaal vermogen van 35 gigawattuur (GWh) en op termijn kan de capaciteit zelfs uitkomen op 150 GWh. Giga Nevada (voorheen Gigafactory 1) staat nabij Reno, Nevada.
Giga New York (voorheen Gigafactory 2) staat bij Buffalo, New York, hier worden zonnepanelen en zonnedaken geproduceerd. Giga New York kwam in Tesla's bezit na overname van SolarCity in 2016, die de fabriek op zijn beurt in bezit kreeg door de overname van zonnepanelenfabrikant Silevo.
In Shanghai, China staat nummer 3, hier werden de eerste voertuigen (Model 3) geproduceerd tegen het einde van het jaar. Nog met een tempo van 1000 voertuigen per week, maar dit zal nog verdrievoudigen naar 3000 stuks of zo'n 150.000 voertuigen per jaar. Vanaf begin 2021 wordt ook de Model Y in Shanghai geproduceerd.
Gigafactory 4 staat in Grünheide, nabij Berlijn, in Duitsland. In november 2019 begon de bouw, de fabriek werd eind 2021 operationeel en maakt naast auto's ook accu's en aandrijflijnen voor de nieuwe Tesla Model Y. De batterijen voor de auto’s uit deze fabriek worden geleverd door Chinese Tesla-faciliteiten, maar Tesla heeft plannen voor een batterijfabriek met een capaciteit van 50 GWh in Duitsland. De fabriek vergde een investering van 5 miljard euro en er komen zo'n 2000 arbeidsplaatsen. Voor de accufabriek zou Tesla een subsidie krijgen van 1,14 miljard euro, maar in november heeft Tesla de subsidieaanvraag ingetrokken omdat Musk van mening is dat alle subsidies moeten verdwijnen, inclusief voor projecten voor fossiele brandstoffen.
Giga Texas (voorheen Gigafactory 5) is deels af, maakt auto's en wordt op het moment verder uitgebouwd in de buurt van Austin, in de Amerikaanse staat Texas. In de Giga Texas worden vanaf eind 2021 de Tesla Cybertruck en Tesla Semi gebouwd, net als de modellen Model 3 en Model Y voor het oostelijk deel van de Verenigde Staten. Daarnaast heeft dit ook voordelen voor het internationaal verschepen van producten, en het heeft Tesla toegang gegeven tot een van de grootste staten. Op dit moment mag Tesla nog geen auto's verkopen in Texas en het is al langer in gesprek hierover met deze staat.

### Supercharger
Op 21 juni 2013 kondigde Tesla aan dat er bij enkele van de Supercharger-stations omwisselpunten zouden komen voor de accu. In 90 seconden zou daarmee volautomatisch een volle accu geplaatst kunnen worden. Medio 2015 was van dit plan nog weinig gerealiseerd. Uiteindelijk werd ervoor gekozen om deze manier van laden niet te behouden.
Tesla bouwt wereldwijd aan een uitgebreid netwerk van snellaadstations, Tesla Superchargers genaamd. Bij een Supercharger kan tot een snelheid van 905 kilometer per uur geladen worden voor de eerste 50%, of 651 kilometer per uur tot 80% van de accucapaciteit. In het najaar van 2016 waren er wereldwijd bijna 700 Supercharger-stations, met ruim 4250 Supercharger-laadpalen. Begin 2020 was dit aantal gestegen tot 1.804 Supercharger-stations met 15.911 Supercharger-laadpalen. In juli 2020 waren er 1999 snellaadstations.
Tesla-auto's kunnen ook gebruikmaken van andere laadstations. EV's van andere merken kunnen ook gebruikmaken van de Tesla snelladers nadat men een account maakt in de Tesla app. Wereldwijd zijn er reeds 200.000 snelladers en ruim 500.000 laadpunten in totaal. In Europa zijn er ongeveer 170.000 laadpalen waarvan bijna 50.000 in Nederland.

### Robotaxi
De Tesla robotaxi dienst is eind juni 2025 gestart in Austin Texas. Deze maakt gebruik van de AI software Tesla FSD, en werkt puur via camera's.  Elke rit had een menselijke veiligheidschauffeur in de bijrijdersstoel, ondersteund door remote "teleoperators" voor extra toezicht. 
Tesla gebruikte hiervoor de standaard model Y.  De Cybercab, voorgesteld in oktober 2024, die zonder stuur of pedalen zal geleverd worden, wordt verwacht vanaf begin 2026. 
De initiële grootte van het gebied was ongeveer 50 km², begin augustus 2025 was dit gebied al uitgebreid naar 220km².  Hoewel er veel controverse over deze uitrol was blijkt de werking en veiligheid op hetzelfde niveau te zijn als de concurrent Waymo. 
Begin Augustus 2025 zijn de eerste testen om een volledig autonoom zelfrijdende auto netwerk uit te bouwen in Californië gestart, deze testen gebeurden met een veiligheidswaarnemer in de bestuurdersstoel.  Deze zijn erop gericht om voldoende data te verzamelen om de nodige vergunningen voor het volledig autonoom netwerk aan te vragen.

## Overnames

### SolarCity
In juni 2016 maakte Tesla Motors een overnamebod bekend op SolarCity. Dit laatste bedrijf produceert elektriciteit op basis van zonne-energie en Elon Musk was een van de oprichters. Musk gaf als argument dat Tesla-auto’s op elektriciteit rijden en dat nu ook de productie van de voertuigen mogelijk is zonder gebruik te maken van fossiele brandstoffen. Het overnamebod heeft een waarde van US$ 2,5 à 3 miljard. Na dit nieuws schoot de aandelenkoers van SolarCity met een derde omhoog, maar de koers van Tesla Motors daalde die dag met zo’n 15%. Op 17 november 2016 stemde 85% van de aandeelhouders van Tesla voor de overname van SolarCity. Musk had een aandelenbelang van 22% in SolarCity en van 21% in Tesla Motors. Hij heeft zelf niet gestemd voor de overname.

### Maxwell
In mei 2019 werd bekendgemaakt dat Tesla batterijfabrikant Maxwell overneemt voor US$ 235 miljoen in aandelen. Tesla verkocht het weer in 2021. Maxwell was bekend als voorloper op het gebied van supercondensatoren, welke zeer snel en efficiënt kunnen laden en ontladen.

### Hibar
Tesla kondigde in oktober 2019 aan Hibar over te nemen. Dit Canadese bedrijf staat bekend om hun batterijproductietechnologie.

### Grohmann
In 2017 werd duidelijk dat het Duitse Grohmann wordt overgenomen door Tesla voor US$ 190 miljoen. Begin 2020 werd duidelijk dat Duitse autofabrikanten zoals Mercedes last hebben van deze overname. Sinds Tesla aan het roer staat levert Grohmann namelijk niet meer aan andere autofabrikanten.

## Samenwerkingen

### Lotus
In juli 2005 tekende Tesla een contract met de Britse sportwagenfabrikant Lotus voor de productie van 2.500 Lotus Elises zonder aandrijflijn. Deze aandrijflijn wordt door Tesla zelf gemaakt in Californië. Voertuigen bestemd voor Amerikaanse klanten worden hier ook voltooid; andere worden bij Lotus voltooid. Een jaar later werden de eerste prototypes aan het publiek voorgesteld en in maart 2008 begon de serieproductie.

### Daimler
Al in 2007 begon Tesla samen te werken met het Duitse Daimler aan de ontwikkeling van een elektrische variant van de Smart ForTwo. Er werd ook een elektrische Mercedes-Benz A-Klasse ontwikkeld waarvan 500 exemplaren werden gebouwd voor testdoeleinden in Europa.
In mei 2009 nam Daimler een belang van ruim 9% in Tesla voor US$ 50 miljoen, hiervan werd in juli 2009 reeds 40% verkocht. Door kapitaalverhogingen bij de beursintroductie van Tesla verwaterde het belang verder tot 4%. In oktober 2014 verkocht Daimler de resterende 4% voor US$ 780 miljoen.

### Toyota

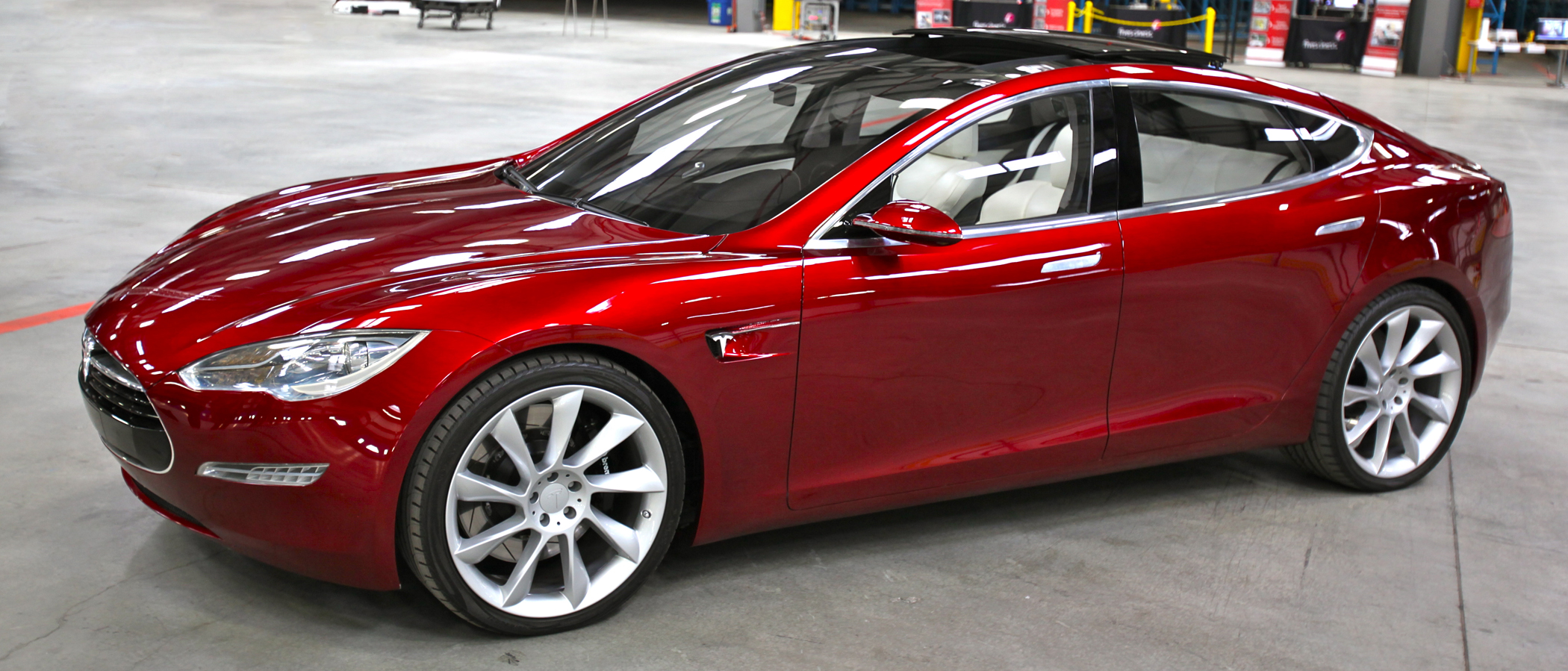
Een prototype van het Model S; oktober 2010.

In mei 2010 ging Tesla een strategisch partnerschap aan met de Japanse autoreus Toyota, die zich voor 50 miljoen dollar inkocht. De samenwerking begon met de ontwikkeling van een elektrische variant van Toyota's Toyota RAV4-SUV. Een demonstratiemodel werd in oktober dat jaar voorgesteld, waarna 35 exemplaren werden gebouwd als testvoertuig. In 2010 kocht Tesla een deel van de voormalige assemblagefabriek die Toyota samen met General Motors had opgezet in Fremont (Californië) om er het Model S te bouwen. Toyota verkocht een deel van zijn aandelen in Tesla in oktober 2014 en eind 2016 verkocht Toyota de resterende aandelen. Eerder werd de samenwerking tussen de twee automakers voor de ontwikkeling van elektrische auto's al opgezegd.

### Panasonic
In januari 2010 kondigden Tesla en het Japanse elektronicabedrijf Panasonic Corporation een samenwerking voor de ontwikkeling van lithium-ion-batterijen voor elektrische voertuigen aan. Panasonic investeerde toen al fors in onderzoek en productie van dergelijke batterijen en presenteerde in april dat jaar de eerste cellen aan Tesla.

### FCA Fiat en GM
In mei 2019 kondigden Tesla en Fiat een deal aan rond CO2-credits. In 2020 kwam naar buiten dat ook General Motors credits kocht van Tesla. FCA Fiat en GM kunnen nog niet voldoen aan de Europese eisen, en kopen credits van Tesla, in het geval van Fiat ter waarde van € 1,8 miljard. De Europese emissie-eisen bepalen dat iedere fabrikant een bepaalde CO2-reductie moet realiseren.
De EU wil dat de gemiddelde uitstoot van de hele Europese vloot in 2020 95 gram CO2/kilometer bedraagt. Bij overschrijding moet een boete betaald worden die tot 1 miljard euro per jaar kan bedragen. Fabrikanten mogen daarbij samenwerken, dit wordt 'pooling' genoemd en is toegestaan, echter mag een 'pool' tussen twee fabrikanten maximaal één jaar duren.

### LG Chem en CATL
In 2020 tekende Tesla een contract met CATL en LG Chem in China voor de levering van batterijen. LG en CATL zullen batterijen leveren voor de Giga Shanghai (voorheen Gigafactory 3). Volgens Tesla is batterijproductie de beperkende factor in de productie van hun elektrische auto's waardoor naast Panasonic ook LG en CATL zijn opgetekend.

## Resultaten
Voor een startende onderneming heeft Tesla een snelle groei van de omzet laten zien sinds de beursgang in 2010, en sinds 2019 draait het bedrijf ook met winst. In 2020 werd Tesla aan de beurs de meest waardevolle automaker ter wereld.
In 2016 werden 83.922 auto's geproduceerd, een toename van 64% ten opzichte van 2015, daarmee is het doel van 90.000 auto's voor 2016 niet behaald. Het doel van het aantal af te leveren auto's in 2016 was 80.000. Dit werden er 76.230, een toename van ongeveer 50% ten opzichte van het jaar ervoor.
Over 2020 rapporteerde het bedrijf voor de eerste keer een nettowinst. Deze was vooral het gevolg van de verkoop van zogenaamde "regulatory credits" omdat de auto's geen koolstofdioxide uitstoten. De opbrengst hiervan steeg van US$ 0,6 miljard in 2019 naar US$ 1,6 miljard in 2020. Het tweede kwartaal van 2021 was het eerste kwartaal ooit waarin een Tesla een winst wist te noteren onafhankelijk van winsten op Bitcoin en regulatory credits. Ondanks de lagere bedrijfswinst in 2023 ten opzichte van 2022, steeg de nettowinst vooral door een incidentele belastingbare van bijna US$ 6 miljard.
In het eerste kwartaal 2025 daalde de afleveringen van auto's met 13% ten opzichte van dezelfde periode in 2024. Redenen zijn de omschakeling naar een nieuwe model Y, toenemende concurrentie van Chinese autofabrikanten en de negatieve perceptie van de activiteiten van Elon Musk voor de Amerikaanse regering van Donald Trump. Het nettoresultaat in dit kwartaal was US$ 0,4 miljard versus US$ 1,4 miljard in het eerste kwartaal 2024.
| Jaar | Verkoop auto's (stuks) | Omzet           | Bedrijfs- resultaat | Netto- resultaat | Uitstaande aandelen (gemiddeld, × miljoen) |
| Jaar | Verkoop auto's (stuks) | (× US$ miljoen) | (× US$ miljoen)     | (× US$ miljoen)  | Uitstaande aandelen (gemiddeld, × miljoen) |
| ---- | ---------------------- | --------------- | ------------------- | ---------------- | ------------------------------------------ |
| 2010 | -                      | 117             | −147                | −154             | 50,7                                       |
| 2011 | -                      | 204             | −251                | −253             | 100,4                                      |
| 2012 | 2.636                  | 413             | -394                | -396             | 107,3                                      |
| 2013 | 22.477                 | 2013            | −61                 | −74              | 119,4                                      |
| 2014 | 31.655                 | 3198            | −187                | −294             | 124,6                                      |
| 2015 | 50.557                 | 4046            | −717                | −889             | 128,2                                      |
| 2016 | 76.230                 | 7000            | −667                | −675             | 144,2                                      |
| 2017 | 101.312                | 11.759          | −1632               | −1961            | 165,8                                      |
| 2018 | 245.240                | 21.461          | −388                | −976             | 170,5                                      |
| 2019 | 367.500                | 24.578          | −69                 | −862             | 177                                        |
| 2020 | 499.550                | 31.536          | 1994                | 721              | 225 (oud)/ 1127 (nieuw)                    |
| 2021 | 936.172                | 53.823          | 6523                | 5519             | 1129                                       |
| 2022 | 1.313.851              | 81.462          | 13.656              | 12.556           | 1158 (oud)/ 3475 (nieuw)                   |
| 2023 | 1.808.581              | 96.773          | 8891                | 14.997           | 3485                                       |
| 2024 | 1.789.226              | 97.690          | 7076                | 7091             | 3498                                       |

## Technologieën
Tesla bouwt elektrische onderdelen van de aandrijflijn voor voertuigen van andere autofabrikanten, inclusief de Smart EQ fortwo (de laagst geprijsde auto van Daimler), de Toyota RAV4 EV en Freightliner's Custom Chassis Electric Van.

### Delen van technologie
Elon Musk, bestuursvoorzitter van Tesla, kondigde in juni 2014 aan dat het bedrijf zijn patenten vrijgeeft zodat derden hier gebruik kunnen maken van technologie van Tesla. Musk hoopt dat door deze stap ook andere bedrijven op grote schaal elektrische voertuigen gaan produceren.
De batterijentechniek (lithium-ion) van Tesla wordt ook gebruikt door Elon Musks andere bedrijven. Zo zijn de Dragons van SpaceX en de elektrische locomotieven voor ondergrondse grondafvoer-treinen van tunnelboorbedrijf The Boring Company met Tesla-accu’s uitgerust.

### AutoPilot
De Tesla Autopilot is een zelfsturend systeem waarbij de auto rijdt zonder dat de chauffeur de handen aan het stuur hoeft te houden, gas hoeft te geven of hoeft te remmen. De autopilot houdt de auto binnen de witte wegmarkeringen, past de snelheid aan de ter plekke geldende maximumsnelheid, houdt afstand tot voorliggers en kan inhalen. Dit systeem werkt vooral goed op snelwegen en rechte wegen. Binnen de bebouwde kom, bij rotondes en kruisingen, moet de chauffeur de besturing overnemen. Het systeem vereist dat de bestuurder van tijd tot tijd eventjes de handen aan het stuur heeft als bewijs dat hij niet in slaap gevallen is.

### Tesla Glass
In november 2016, kondigde het bedrijf aan dat ze de Tesla Glass Technology Group zou oprichten. Deze groep ontwikkelde het glas dat gebruikt wordt in Solar City-dakpannen, dat werd aangekondigd in oktober 2016. Ook worden hier de glazen daken met geïntegreerde zonnecellen voor de Tesla Model 3 geproduceerd.